# Reiner Wegner

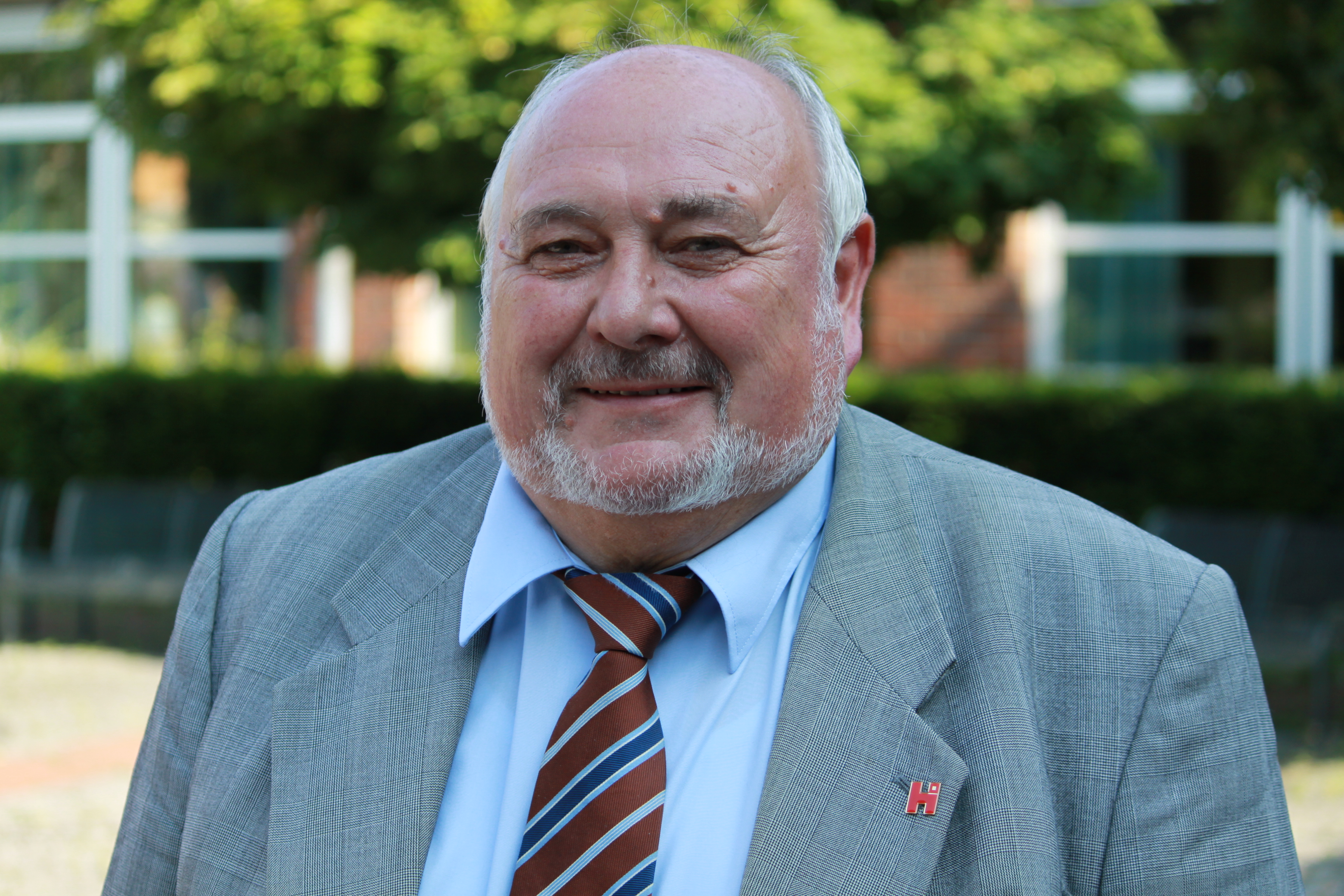
Reiner Wegner, 2010

Reiner Wegner (* 14. September 1950 in Breinum) ist ein deutscher Politiker (SPD). Er war von 1994 bis 2003 Abgeordneter im Landtag von Niedersachsen.
Wegner studierte nach dem Abitur 1969 an der Universität Göttingen Rechtswissenschaften. Nach dem Ende seines Studiums 1973 begann die Referendarzeit; nach deren Ende 1976 arbeitete er bis 1978 als Rechtsanwalt. Danach trat er in den Justizdienst ein, und von 1980 bis 1994 war er Richter mit Schwerpunkt in Wirtschaftsstrafsachen. Ab 1992 war er Vorsitzender der Strafkammer.
Wegner trat der SPD 1970 bei. Ab 1981 war er im Rat der Stadt Bad Salzdetfurth, deren Bürgermeister er von 1988 bis 2001 war. Zudem war er Kreistagsabgeordneter im Landkreis Hildesheim. Wegner war von 1994 bis 2003 Abgeordneter im Landtag von Niedersachsen, dem er für den Wahlkreis 30 Bad Salzdetfurth angehörte.
Reiner Wegner wurde 2006 zum hauptamtlichen Landrat des Landkreises Hildesheim gewählt und trat damit die Nachfolge von Ingrid Baule (2000–2006) an. Er wurde auf acht Jahre gewählt; seine Amtszeit wurde im Dezember 2013 bis zum 31. Oktober 2016 durch Kreistagsbeschluss verlängert. Gegen die Amtszeit-Verlängerung hat die CDU/FDP-Gruppe des Kreistages Ende Februar 2014 mit Eilantrag Klage beim Verwaltungsgericht Hannover eingereicht. Wegner blieb weiterhin Landrat.
Seine Amtszeit endete im September 2016, nachdem Olaf Levonen (SPD) zu seinem Nachfolger gewählt worden war. Reiner Wegner ging danach in den Ruhestand.